# HK Saryarka Karaganda
HK Saryarka Karaganda (kazašsky Saryarqa) je hokejový klub z Karagandy, který hraje Kazachstánskou hokejovou ligu. Klub byl založen roku 2006. Jeho domovským stadionem je Karagandy Arena s kapacitou 5 500 lidí.
Jméno klubu odkazuje na planinu, která se rozkládá v centrálním Kazachstánu (Saryarqa – Žlutý hřeben).